# 透过窥镜
《透过窥镜》（英語：Through the Looking Glass）是美国广播公司电视剧《迷失》第3季的第22和23集，也是全剧的第71集和72集，由执行制作人戴蒙·林道夫和卡尔顿·库斯编剧，林道夫还是节目统筹之一，导演则是另一名执行制作人杰克·本德。节目于2007年5月23日在美国和加拿大首播，共计吸引了1400万美国观众收看。与之前两季的季终集一样，本集加上插播广告一共也持续有两个小时，比往常的剧集长一倍，到之后发行时又剪成上下集两部分。部分评论认为，《透过窥镜》是《迷失》中最优秀的剧集，节目还获得多个奖项提名，其中包括3项黄金时段艾美奖提名和1项美国导演工会奖提名。
这集的剧情从2004年12月下旬开始，距海洋航空815号航班坠毁已经过了90余天。航班幸存者和此前就住在岛上，表现得既神秘又危险的“其他人”之间的斗争已进入白热化。10个其他人发起偷袭，但悉数被杀。与此同时，杰克·谢泼德（马修·福克斯饰）率领大部分幸存者朝岛上的无线电发射塔进发，希望能同距岛不远的一艘货船取得联系。剧集中插入闪回剧情，杰克变得非常沮丧，而且重度酗酒，还对止痛药上瘾，并且一度打算自杀。结局的大逆转表明这段剧情并不像之前的《迷失》中那样都属于回忆，而是讲述杰克离开坠机岛屿之后发生的事情。

## 剧情
“其他人”计划袭击海洋航空815号航班幸存者的营地，把任何怀孕的妇女都绑架回来用于科学研究。但本的养女艾莉克斯（坦妮娅·雷蒙德饰）说服男友卡尔（布莱克·巴绍夫饰）前去海滩警告幸存者，幸存者的领袖杰克·谢泼德（马修·福克斯饰）计划用炸药杀死前来偷袭的人。萨伊德·贾拉（纳威恩·安德利维斯饰）、权真秀（金大贤饰）和柏纳·纳德勒（山姆·安德森饰）留在营地，等“其他人”来袭时再引爆炸药，其他幸存者则跟随达妮艾尔·卢梭（米拉·福兰饰）前往无线电发射塔，试图与纳奥米·杜丽位于近海的货船取得联系。其他人来袭时，萨伊德和柏纳都引爆了炸药，炸死7个来袭者，但权真秀却没有打中目标，以致3人都被汤姆（迈克·康纳·盖尼饰）、瑞安·普赖斯（布莱恩·古德曼饰）和杰森（阿里斯顿·格林饰）所擒。由于只听到两响爆炸声，詹姆斯·「索耶」·福特（乔什·哈洛威饰）和茱莉叶·柏克（伊丽莎白·米切尔饰）转身赶回营地，去看看到底发生了什么事，自己能否帮上忙。休戈·「赫利」·瑞斯（乔治·加西亚饰）也想一起前往，但索耶和朱莉叶不同意，觉得体型过胖的休戈只会帮倒忙。结果休戈开着他在海滩上找到的面包车，在冲突中靠着索耶和朱莉叶的帮助取得上风，杀死了另外两个其他人，汤姆虽然投降，但还是被索耶枪杀。
查理·佩斯（多米尼克·莫纳汉饰）潜入达摩计划水下工作站“窥镜”后被常驻该站的其他人葛丽泰（拉娜·帕瑞娅饰）和邦妮（特雷西·米登道夫饰）所擒。本杰明·莱纳斯（迈克尔·爱默生饰）得知此事后命令米哈伊尔·巴枯宁（安德鲁·迪沃夫饰）前去将3人全部杀死，防止窥镜的信息干扰功能失效。米哈伊尔进入工作站后杀害了葛丽泰和邦妮，但很快就被藏身壁橱内的德斯蒙德·休谟（亨利·伊安·库斯克饰）用鱼枪射中胸口而倒下。原来他在上集中虽被好意的查理打晕，但很快就苏醒过来，并且在查理进入后不久也潜入窥镜躲了起来。邦妮临死前吐露了机关的操作密码（海滩男孩歌曲中间的8段音符），查理关闭了干扰信号，然后收到德斯蒙德女友潘妮·威德摩尔（索尼亚·瓦格尔饰）发来的视频信号。潘妮告诉查理，她从来没听说过哪个叫纳奥米的人，也没有像纳奥米声称的那样派出船只找寻德斯蒙德。米哈伊尔虽然身受重伤，但却成功逃出工作站，然后在水中引爆手榴弹，炸死自己的同时，也炸破了工作站通讯室的玻璃。海水立即涌入通讯室，为避免德斯蒙德也被淹死，查理锁住了通讯室的门，并且临死前在自己手上写下文字告诉德斯蒙德，那艘船根本不是潘妮派来的。
幸存者约翰·洛克（特瑞·欧奎恩饰）被本用枪打中，苏醒过来后发现双腿又像飞机失事前那样失去了知觉，下半身瘫痪，他打算自杀，但沃特·劳伊德（马尔科姆·大卫·凯利饰）却突然出现阻止了他。与此同时，本要求理查德·阿尔珀特（内斯特·卡博内尔饰）带领剩下的其他人前往“神庙”，他则带养女艾莉克斯（达妮艾尔·卢梭的亲生女儿）主动去找幸存者，希望能说服杰克不要联络纳奥米的船只求救。
索耶之前返回营地帮助萨伊德等人时不愿凯特·奥斯顿（伊万杰琳·莉莉饰）同去，这让凯特很难过。杰克于是安慰她，索耶只是想保护她。凯特反问杰克，为什么要给索耶辩护，杰克回答，因为索耶爱她。本和艾莉克斯追上杰克等人，本告诉杰克，纳奥米隐瞒了自己的真实身份，同她联系将给岛上所有人带来灾难性的后果。本命令手下枪杀萨伊德、权真秀和柏纳，杰克听到3声枪响后突然冲上去痛打本，一拳又一拳地打在对方脸上，打得本满脸都是血。但杰克并没想到，本的手下只是遵归本此前的命令对着沙滩开枪，并没有真的杀死萨伊德等人。卢梭终于和已经16岁大的女儿艾莉克斯重聚，当年她刚出生就被其他人绑架。众人将本绑起来，经过长途跋涉，大家终于来到无线电放射塔有效范围内，电话有了信号。卢梭关闭了求救信号，调整频率以便同纳奥米通讯。但是，纳奥米已经被洛克从背后用刀所杀，他还威胁要是杰克联系纳奥米的船，就连杰克也要杀掉。杰克与纳奥米船上的乔治·明可夫斯基（费舍·史蒂芬斯饰）取得联系，后者告诉幸存者，船上会派人前去救援。
本集的闪回镜头是围绕杰克展开，他看起来很失落，满脸胡须，重度酗酒，而且对羟考酮成瘾。得知自己认识的某人去世后，杰克打算从洛杉矶的第6大街高架桥跳下去自杀。但就在这时发生了一起车祸，他马上前去救治伤者。之后，杰克前去参加自己认识的那个人的追悼会，但却只有他一人到场。最后，凯特前来和杰克交谈，两人谈起之前815航班坠毁的那个岛，原来这段闪回镜头的内容并不是发生在过去，而是将来。杰克告诉凯特追悼会上的事，凯特表示自己不知情，但即使知道也不会参加。杰克还表示，他每周五都会用海洋航空送给每位815航班幸存者的金卡搭飞机穿越太平洋，期望会再度坠机，落到那个岛上。他悲伤地感叹，他们根本就不应该离开那座岛，必须要回去。但凯特并不同意并起身离开，显然两人之前也讨论过这个问题。

## 制作

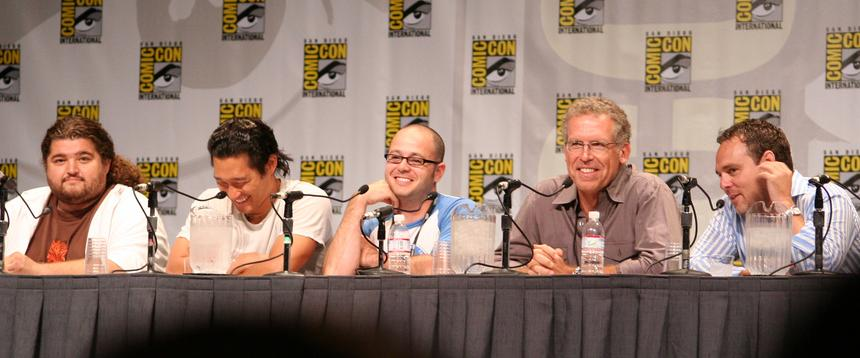
从左至右依次为：男演员乔治·加西亚和金大贤，执行制作人戴蒙·林道夫、卡尔顿·库斯和布赖恩·伯克。

本集标题意指路易斯·卡罗的小说《爱丽丝镜中奇遇》，根据上集剧情，窥镜是指达摩计划的水下工作站。节目于2007年4月13日开拍，同年5月7日完成。众编剧的工作进度严重滞后，以致本集开拍后，还有部分剧情尚未创作完成。拍摄工作主要是在夏威夷州的欧胡岛进行，还有部分镜头在洛杉矶取景。用于拍摄本集医院镜头的外景地也是美国广播公司另一部电视剧《实习医生格蕾》的外景地。
已经15岁的马尔科姆·大卫·凯利（Malcolm David Kelley）回归出演10岁大的沃特·劳伊德一角，不过美国广播公司事先发布的正式新闻稿中没有透露这一消息，凯利之后在演职人员名单属于“特别客串明星”。这是凯利自第2季结束后首次在《迷失》中亮相，如果按剧情中的时间计算，他上一次出现是在《透过窥镜》的故事发生26天前，但凯利实际上已经有1年多没有参与本剧演出。沃尔特在本集中的出场镜头只有1个，他看上去明显大了一些，身材更高，而且嗓音也更加低沉。节目的制作人本期望扮演沃尔特父亲麦克·道森的哈罗德·佩里诺（Harold Perrineau）也能参加本集演出，但他这时正忙于拍摄哥伦比亚广播公司电视剧《群魔》（Demons）的试播集。此外，执行制作人戴蒙·林道夫和卡尔顿·库斯（Carlton Cuse）分别在剧中为没有露面的机长和新闻主播配音。

窥镜通讯室的布置

多米尼克·莫纳汉饰演的查理·佩斯一角会在这集中死亡，这一故事主线从第3季早期就已展开，能够准确预料他人未来的德斯蒙德·休谟预言查理将会去世。查理在第3季里曾死里逃生，但德斯蒙德告诉他，只有在查理死后，女友克莱尔·李特顿（艾蜜莉·迪瑞文饰）和孩子亚伦才会获救离开这个岛。查理之前的毒瘾剧情主线在第2季末结束，然后编剧就开始设计让他死亡的剧情。莫纳汉是在拍摄第3季第20集《幕后高人》（The Man Behind the Curtain）时得知自己角色的命运，对此感觉“松了口气”。莫纳汉在外景地参加演出的倒数第2个晚上，剧组和众演员送给他一根自制的独木舟桨。不过，莫纳汉在接受采访时表示，还是希望今后能够以客串形式在节目的闪回镜头或梦境中出现。
据杰克·本德表示，马修·福克斯“真的是全身心投入到他所讲述的故事中”，福克斯则感觉参与两集长度节目的演出工作量实在很大，自己从来没觉得这么累过。与前两季《迷失》的季终集一样，《透过窥镜》最后的悬念镜头也有代号——“邮箱里的响尾蛇”（The Rattlesnake in the Mailbox）——并保持绝密。林道夫和库斯写完这场戏的剧本后，只有福克斯、莉莉、本德和执行制作人让·希金斯（Jean Higgins）有拿到剧本副本。这场戏是采用绿幕技术在檀香山某废弃停车场拍摄，再经剪辑加入机场镜头。虽然做了这么多的保密工作，但节目上映1个多星期前，互联网上就出现了详细而完整的剧情介绍，沃尔特·迪斯尼公司对此展开调查。这起泄密事件也导致林道夫和库斯开始进入“无线电静默”状态，只在2007年圣迭戈国际动漫展期间暂时取消。剧末杰克前去参加追悼会的殡仪馆名叫“霍夫斯/道拉”（Hoffs/Drawlar），其英语原文是“未来闪影”（flashforward）一词的变位词。《迷失》主创人林道夫和J·J·艾布斯在节目构思期间就设想了“未来闪影”的情节设计，但库斯和林道夫是在第1季进入尾声时才开始进一步充实这一设想，因为他们这时已经意识到，倒叙式闪回的新鲜度终将耗尽，那时剧情就不得不切换为未来闪影。此外，根据美国广播公司发布的新闻稿，《迷失》将在《透过窥镜》48集后完结，所以剧组也很乐意从第3季终时就开始采用未来闪影。
本集的后期制作直到2007年5月21日才收尾，距节目在电视上首播只剩两天。配乐仍然由为《迷失》作曲的音乐家迈克·吉亚奇诺谱写，并且本集中同样采用了多段流行音乐。查理在剧中演唱的歌曲正是由扮演者莫纳罕创作。与之前两季的季终集一样，《透过窥镜》的长度也相当于其它剧集的两倍，为此，节目在部分国家播出时是分成上下两集，之后发行的也是如此。与其它大部分《迷失》剧集不同的是，本集开场时没有“前情提要……”部分回顾之前的剧情发展，但根据原本的安排，节目开头会以《迷失：答案》为题展示一段剪辑镜头，简要回顾第3季的剧情。据库斯表示，他和林德夫都觉得这集“非常酷，我们都为之感到自豪”。美国广播公司娱乐部总裁斯蒂芬·麦克弗森（Stephen McPherson）称《透过窥镜》是《迷失》“最优秀的其中一集”。博伟家庭娱乐于2007年12月11日发行《迷失》第3季的1区和蓝光影碟套装，其中都收录了《透过窥镜》。以《迷失：地点》（Lost: On Location）为名发行的制作特辑中收录了剧组和演员谈论几集节目制作的内容，《透过窥镜》就是其中一集。2008年1月30日，本集首度重播，荧幕下方三分之一的部分会显示一些文字，效果类似于电视网的弹出式视频。受2007年－2008年美国编剧协会大罢工的影响，这些弹出的文字不是由《迷失》的编剧创作，而是由行销公司米特/霍德（Met/Hodder）提供。这一重播“增强版”一共吸引了近900万美国观众收看。

## 反响

### 收视率
《透过窥镜》于2007年5月23日通过美国广播公司首播，长达两小时的播出时间里平均有1386万美国观众收看，在这周美国播映的所有电视剧里排名第4，虽然这一成绩还没有达到第3季平均每集1460万的美国观众人数，但已明显比之前14集都要高。节目前1小时的平均观众人数约为1267万，到第2小时则增至1504万。剧集在18至49岁年龄段观众群中取得的收视率为5.9/15，这意味着全美所有该年龄段人群里有5.9%观看节目首播，而当时有看电视的该年龄段观众群中则有15%选择收看《透过窥镜》。节目在英国首播时吸收了121万观众，是这周该国所有非地面电视台播出节目的收视亚军，仅次于《凯蒂和彼得：新篇章》（Katie & Peter: The Next Chapter）。澳大利亚有117万观众收看本集首播，在这周所有电视节目里排名第51位。《透过窥镜》在加拿大首播时，前半集有91万1000观众收看，排名第16；后半集则有93万8000观众，排在第15位。节目的播出时段与《美国偶像》完全重叠，只是后者的时间更长，从《透过窥镜》播出前就已开始，电视剧播放完时仍未结束。

### 专业评价

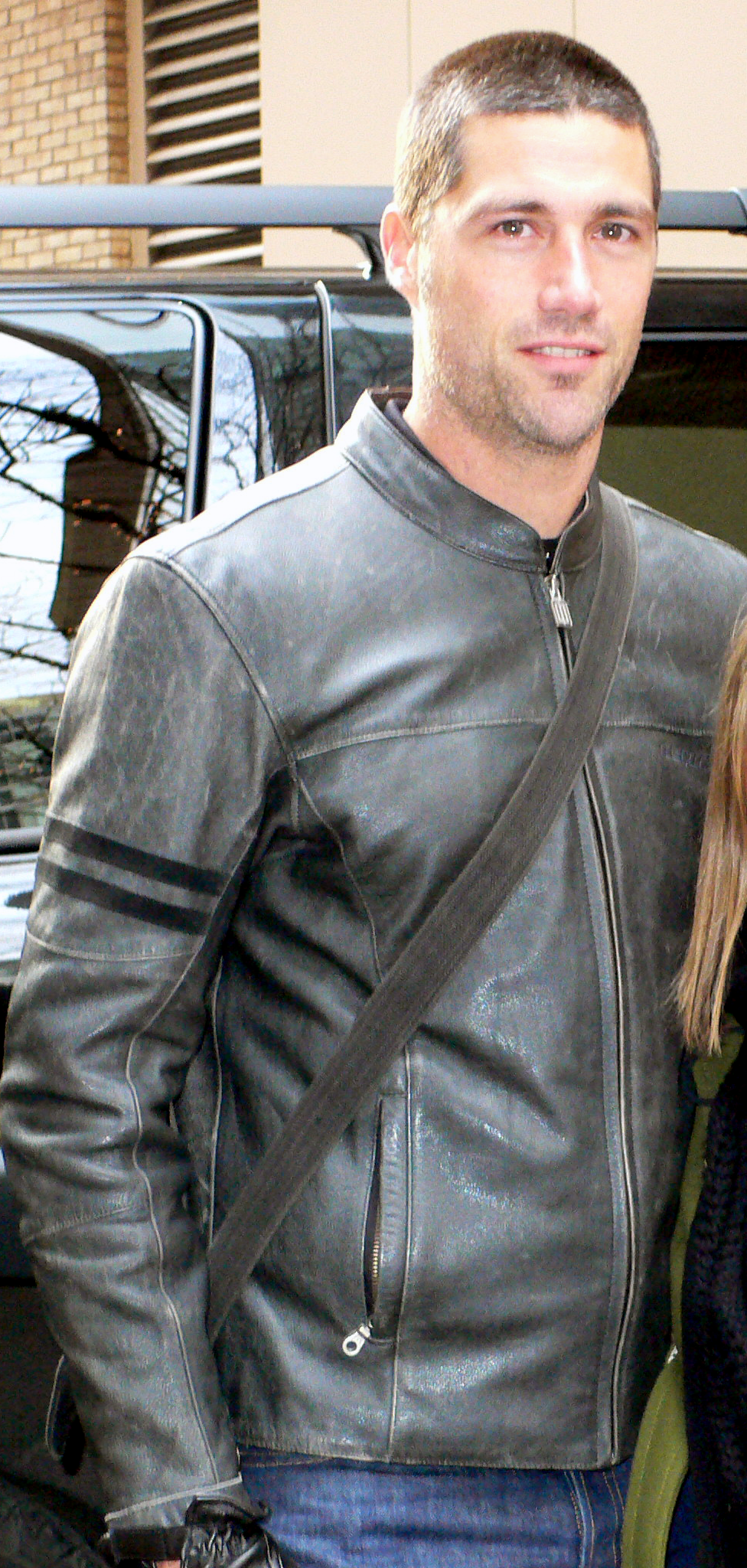
BuddyTV网站称赞福克斯的演出值得艾美奖肯定。

《透过窥镜》播出后获得评论界的普遍好评，多份评论中还认为这是《迷失》中最优秀的剧集之一。《洛杉矶时报》称，本集节目不比寻常，“动感十足而又如同春季大清洗般令一堆人物死于非命”。《亚特兰大宪法报》（The Atlanta Journal-Constitution）表示，节目令人非常满意，虽然前1小时的开局略显缓慢，但第2小时可谓峰回路转，有许多让人高兴和难过的动人瞬间。美联社则认为，观众最初对《迷失》上瘾就是因为其精巧的构思和复杂的机关，这表现抢眼的季终集又一次做到了这点。《旧金山纪事报》称赞本集不但节奏明快，扣人心弦的同时也回答了许多疑问，而且编剧们也做了一场引人注目的豪赌，告诉观众将来会发生什么，或许《迷失》在岛上的所有人都成功获救，他们实现了这一愿望。但很显然，从剧集中的向导人物杰克身上看来，编剧们无疑是在警告：“对自己的愿望也要保持警惕。”《圣荷西信使报》认为，《透过窥镜》在讲故事方面已经优异到令人瞠目结舌的程度。《匹兹堡邮报》（Pittsburgh Post-Gazette）评价，剧中的未来闪影扭转了这段传奇故事的势头，开始朝2010年的大结局迈进。《波士顿环球报》在概括季终集的内容指出，本集剧情在两小时中突飞猛进，其中既有堆积成山的死尸，又有获得救援的可能，既有重大的虚假信息，也有对英雄主义的不同刻画，评论中还认为查理的死是《迷失》已经播出的剧集中最感人的桥段。《棕榈滩邮报》（The Palm Beach Post）和《向导》（Wizard）都认为《透过窥镜》是2007年最扣人心弦的剧集。《芝加哥论坛报》称赞节目有绝佳的节奏和动作场面，是成绩斐然的作品，但评论中认为其中的未来闪影无趣而拙劣。《时代》将本集评为2007年最佳剧集，还认为其中“邮箱里的响尾蛇”是2007年所有电视节目中最出众的十佳片段之一。
“蒲团评论家”（The Futon Critic）在评选年度50集最佳电视剧时，把《透过窥镜》排在首位。频道认为本集可能是整部《迷失》中的最佳剧集。《电视指南》则称《透过窥镜》仿佛“一场令人目眩的运动历险，（观众）一直处在紧张的气氛中，构思精巧、制作精良，无论导演、表演还是制作都堪称极致”。给予本集10分的最高评分，这也是该网站对《迷失》第3季剧集的最高评分，评论中称，《透过窥镜》无疑是以优异节奏完成故事讲述的大师之作。该网站还认为，节目中的未来闪影是2007年电视上最令人震惊的桥段。和《洛杉矶时报》之后都认为《透过窥镜》是《迷失》第2优秀的剧集，仅次于《常量》（The Constant）。网站称赞节目剧情难以预料的一面，称其它节目就是想要也根本做不到这点，该网站之后还在另一篇评论中认为本集是2007年最优秀的季终集，而且查理的死也是2007年电视上最让人哀伤的死亡。此外，《透过窥镜》还是2007年网站评选的2007年度最佳电视剧集和“编辑推荐”剧集。《美国在线》电视小队给予本集的评分为最高的7分，称“编剧们遵从德斯蒙德的预感，成功交出一份万众瞻目并且改变游戏规则的答卷”。网站给予季终集的评级为最高级。《悉尼晨锋报》认为，《透过镜像》中的未来闪影可能令《迷失》摆脱了剧集品质下滑的阴影。《娱乐周刊》评选2007年十佳电视剧集，本集榜上有名，评论中认为片尾未来闪影留下的悬念让观众意识到《迷失》创造的这个世界还会有新的维度。网站认为，部分观众可能对季终集可能会像之前一样大失所望，更多观众会感到非常迷茫，或是对剧集统筹无与伦比的心智惊叹不已。约翰·洛克一角在本集中的剧情反响不佳，网站的评论中认为，洛克从背后刺杀纳奥米，而且没有对自己的行径给出任何解释，这看上去很不合情理。林道夫对此表示，考虑到洛克之前遭到欺骗、枪击，还在达摩计划的乱葬岗躺了两天，他采取的任何行动都有一定的合理性，甚至能够更好地凸显人物个性。电影、电视导演兼编剧凯文·史密斯表示，制作《迷失》第3季，并且突然抛出弧线球，这实在太有戏剧性，也太让人满足了，让人只想对着编剧们摘下帽子……然后来个大大的击掌拥抱。

### 奖项
《透过窥镜》获第59届黄金时段艾美奖杰出导演、编剧和正剧类单镜头画面剪辑奖提名，但无一胜出。本集还参与了剧情类最佳电视剧奖角逐，但未获提名。此外，杰克·本德还因执导本集获美国导演工会奖剧情类电视剧杰出导演奖提名。